# Child-Pugh分期系統
Child-Pugh分期系統（Child-Pugh Score），是醫學上常用於預測慢性肝病患者預後的分期系統，特別是肝硬化。最初此分期系統用於預測手術的死亡率，但現在主要用於預測預後，以及評估進行肝臟移植的必要性。

## 評分機制
該系統主要以肝臟疾病的五個臨床特徵作為評分項目，每個項目分為1-3分，分數越高代表越嚴重。
在凝血功能的項目上，凝血酶原時間（prothrombin time，PT）和國際標準化比值（International normalized ratio，INR）應擇一使用，不可同時參採。
| 項目                     | 1分        | 2分                    | 3分                          |
| ------------------------ | ---------- | ---------------------- | ---------------------------- |
| 總胆红素，μmol/L (mg/dL) | < 34 (< 2) | 34–50 (2–3)            | > 50 (> 3)                   |
| 血清白蛋白，g/dL         | > 3.5      | 2.8–3.5                | < 2.8                        |
| 凝血酶原時間（PT），秒   | < 4.0      | 4.0–6.0                | > 6.0                        |
| INR                      | < 1.7      | 1.7–2.3                | > 2.3                        |
| 腹水                     | 無         | 輕度（可用利尿劑治療） | 中度或重度（利尿劑治療無效） |
| 肝性脑病                 | 無         | 第I–II級               | 第III–IV級                   |

由於原發性硬化性膽管炎（PSC）及原發性膽道性膽管炎（PBC）患者，積累的膽紅素會以結合型膽紅素（conjugated bilirubin）為主，因此可使用修改版的Child-Pugh分期系統。在此版本，總膽紅素的標準數值會有所調整，其餘項目皆相同。
| 項目                     | 1分     | 2分           | 3分       |
| ------------------------ | ------- | ------------- | --------- |
| 總胆红素，μmol/L (mg/dL) | <68 (4) | 68-170 (4-10) | >170 (10) |

## 判讀
Child-Pugh評分可以用於評估慢性肝病的預後，將分數加總後，依總分高低分為A、B、C三期。
| 分數  | 分期 | 一年存活率 | 兩年存活率 |
| ----- | ---- | ---------- | ---------- |
| 5–6   | A    | 100%       | 85%        |
| 7–9   | B    | 80%        | 60%        |
| 10–15 | C    | 45%        | 35%        |

## 歷史
1964年，密西根大學的外科醫師及肝高壓權威查爾斯·加德納·蔡爾德（Charles Gardner Child）與耶利米·喬治·特科特（Jeremiah George Turcotte）兩人在其合作的教科書首次發表了此分期系統。1972年，倫敦國王學院醫學院的R·N·H·普伊（R.N.H. Pugh）等人在一篇探討食道靜脈屈張手術切除的論文中，對蔡爾德的系統做出了修改。蔡爾德的原系統中有納入營養狀態，而普伊等人將這個項目替換為凝血酶原時間及INR，並給予每個項目三分作為最後加總。

## 其他分期系統
- MELD評分系統（英语：Model for End-Stage Liver Disease）（MELD Score）
- MELD-Plus（英语：MELD-Plus）

## 外部連結
- Child–Pugh calculator from LiverpoolMedics（页面存档备份，存于）
- Child–Pugh分期系統的線上計算機（页面存档备份，存于）
- MDcalc網站上的Child–Pugh分期計算機（页面存档备份，存于）